# Olympische Sommerspiele 1992/Turnen
Bei den XXV. Olympischen Sommerspielen 1992 in Barcelona fanden vom 28. Juli bis 2. August 1992 insgesamt 14 Wettkämpfe im Gerätturnen statt, davon acht für Männer und sechs für Frauen. Austragungsort war der Palau Sant Jordi.

## Bilanz

### Medaillenspiegel
| Platz | Land               | Gold | Silber | Bronze | Gesamt |
| ----- | ------------------ | ---- | ------ | ------ | ------ |
| 1     | Vereintes Team     | 9    | 5      | 4      | 18     |
| 2     | China              | 2    | 4      | 2      | 8      |
| 3     | Rumänien           | 2    | 1      | 2      | 5      |
| 4     | Vereinigte Staaten | 1    | 2      | 3      | 6      |
| 5     | Ungarn             | 1    | 1      | –      | 2      |
| 6     | Nordkorea          | 1    | –      | –      | 1      |
| 7     | Deutschland        | –    | 1      | 2      | 3      |
| 7     | Japan              | –    | 1      | 2      | 3      |
| 9     | Südkorea           | –    | –      | 1      | 1      |

### Medaillengewinner
Männer
| Disziplin            | Gold | Silber                                                              | Bronze                                                                                                 |
| -------------------- | --- | ------------------------------------------------------------------- | --- |
| Mannschaftsmehrkampf | Vereintes TeamWaleri Belenki Ihor Korobtschinskyj Hryhorij Missjutin Rustam Scharipow Wital Schtscherba Alexei Woropajew | ChinaGuo Linyao Li Chunyang Li Dashuang Li Ge Li Jing Li Xiaoshuang | JapanYutaka Aihara Takashi Chinen Yoshiaki Hatakeda Yukio Iketani Masayuki Matsunaga Daisuke Nishikawa |
| Einzelmehrkampf      | Wital Schtscherba | Hryhorij Missjutin                                                  | Waleri Belenki                                                                                         |
| Barren               | Wital Schtscherba | Li Jing                                                             | Guo Linyao Ihor Korobtschinskyj Masayuki Matsunaga                                                     |
| Bodenturnen          | Li Xiaoshuang | Hryhorij Missjutin Yukio lkatani                                    | — |
| Pferdsprung          | Wital Schtscherba | Hryhorij Missjutin                                                  | Yoo Ok-ryul                                                                                            |
| Reck                 | Trent Dimas | Hryhorij Missjutin Andreas Wecker                                   | — |
| Ringe                | Wital Schtscherba | Li Jing                                                             | Li Xiaoshuang Andreas Wecker                                                                           |
| Seitpferd            | Wital Schtscherba | Pae Gil-su                                                          | Andreas Wecker                                                                                         |

Frauen
| Disziplin            | Gold | Silber                                                                                            | Bronze                                                                                           |
| -------------------- | --- | ------------------------------------------------------------------------------------------------- | ------------------------------------------------------------------------------------------------ |
| Mannschaftsmehrkampf | Vereintes TeamSwjatlana Bahinskaja Oksana Chusovitina Rosalija Galijewa Jelena Grudnewa Tetjana Huzu Tetjana Lyssenko | RumänienCristina Bontaș Gina Gogean Vanda Hădărean Lavinia Miloșovici Maria Neculiță Mirela Pașca | Vereinigte StaatenWendy Bruce Dominique Dawes Shannon Miller Betty Okino Kerri Strug Kim Zmeskal |
| Einzelmehrkampf      | Tetjana Huzu | Shannon Miller                                                                                    | Lavinia Miloșovici                                                                               |
| Bodenturnen          | Lavinia Miloșovici | Henrietta Ónodi                                                                                   | Cristina Bontaș Tetjana Huzu Shannon Miller                                                      |
| Pferdsprung          | Henrietta Ónodi Lavinia Miloșovici                                                                                    | —                                                                                                 | Tetjana Lyssenko                                                                                 |
| Schwebebalken        | Tetjana Lyssenko | Lu Li Shannon Miller                                                                              |                                                                                                  |
| Stufenbarren         | Lu Li | Tetjana Huzu                                                                                      | Shannon Miller                                                                                   |

## Ergebnisse

### Männer

#### Einzelmehrkampf
| Platz | Land | Athlet             | Punkte |
| ----- | ---- | ------------------ | ------ |
| 1     | EUN  | Wital Schtscherba  | 59,025 |
| 2     | EUN  | Hryhorij Missjutin | 58,925 |
| 3     | EUN  | Waleri Belenki     | 58,625 |
| 4     | GER  | Andreas Wecker     | 58,450 |
| 5     | CHN  | Li Xiaoshuang      | 58,150 |
| 6     | CHN  | Guo Linyao         | 57,925 |
| 7     | ROU  | Marius Gherman     | 57,700 |
| 8     | KOR  | Lee Joo-hyung      | 57,675 |

Finale am 31. Juli

#### Mannschaftsmehrkampf
| Platz | Land | Athleten                                                                                                   | Punkte  |
| ----- | ---- | --- | ------- |
| 1     | EUN  | Waleri Belenki Ihor Korobtschinskyj Hryhorij Missjutin Rustam Scharipow Wital Schtscherba Alexei Woropajew | 585,450 |
| 2     | CHN  | Guo Linyao Li Chunyang Li Dashuang Li Ge Li Jing Li Xiaoshuang                                             | 580,375 |
| 3     | JPN  | Yutaka Aihara Takashi Chinen Yoshiaki Hatakeda Yukio Iketani Masayuki Matsunaga Daisuke Nishikawa          | 578,250 |
| 4     | GER  | Andreas Wecker Sylvio Kroll Oliver Walther Ralf Büchner Sven Tippelt Mario Franke                          | 287,650 |
| 5     | ITA  | Boris Preti Paolo Bucci Ruggero Rossato Gabriele Sala Gianmatteo Centazzo Alessandro Viligiardi            | 285,625 |
| 6     | USA  | Chris Waller John Roethlisberger Scott Keswick Trent Dimas Dominick Minicucci Jair Lynch                   | 285,200 |
| 7     | ROU  | Marius Gherman Marian Rizan Adrian Gal Nicolae Bejenaru Nicu Stroia Adrian Sandu                           | 285,525 |
| 8     | KOR  | Yu Ok-yeol Lee Joo-hyung Han Yun-su Jeong Jin-su Han Gwang-ho Yeo Hong-cheol                               | 285,250 |

29. Juli

#### Barren
| Platz | Land | Athlet               | Punkte |
| ----- | ---- | -------------------- | ------ |
| 1     | EUN  | Wital Schtscherba    | 9,900  |
| 2     | CHN  | Li Jing              | 9,812  |
| 3     | CHN  | Guo Linyao           | 9,800  |
| 3     | EUN  | Ihor Korobtschinskyj | 9,800  |
| 3     | JPN  | Masayuki Matsunaga   | 9,800  |
| 6     | USA  | Jair Lynch           | 9,712  |
| 7     | GER  | Andreas Wecker       | 9,612  |
| 8     | JPN  | Daisuke Nishikawa    | 9,575  |

Finale am 2. August

#### Boden
| Platz | Land | Athlet             | Punkte |
| ----- | ---- | ------------------ | ------ |
| 1     | CHN  | Li Xiaoshuang      | 9,925  |
| 2     | EUN  | Hryhorij Missjutin | 9,787  |
| 2     | JPN  | Yukio lkatani      | 9,787  |
| 4     | KOR  | Yoo Ok-ryul        | 9,775  |
| 5     | JPN  | Yutaka Aihara      | 9,737  |
| 6     | EUN  | Wital Schtscherba  | 9,712  |
| 7     | GER  | Andreas Wecker     | 9,687  |
| 8     | CHN  | Li Chunyang        | 9,387  |

Finale am 2. August

#### Pferdsprung

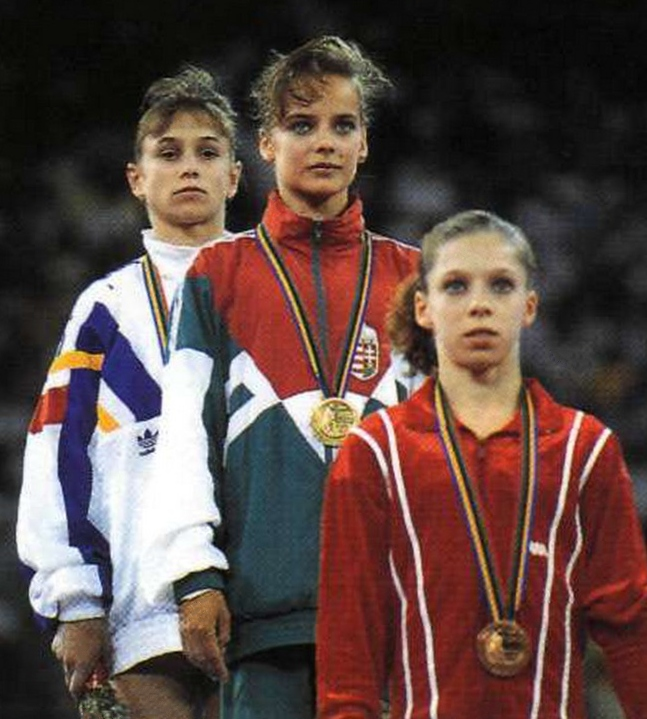
Siegerehrung im Pferdsprung

| Platz | Land | Athlet               | Punkte |
| ----- | ---- | -------------------- | ------ |
| 1     | EUN  | Wital Schtscherba    | 9,858  |
| 2     | EUN  | Hryhorij Missjutin   | 9,781  |
| 3     | KOR  | Yoo Ok-ryul          | 9,762  |
| 4     | CHN  | Li Xiaoshuang        | 9,731  |
| 5     | HUN  | Zoltán Supola        | 9,674  |
| 6     | GER  | Sylvio Kroll         | 9,662  |
| 7     | HUN  | Szilveszter Csollány | 9,524  |
| 8     | JPN  | Yutaka Aihara        | 9,450  |

Finale am 2. August

#### Reck
| Platz | Land | Athlet             | Punkte |
| ----- | ---- | ------------------ | ------ |
| 1     | USA  | Trent Dimas        | 9,875  |
| 3     | EUN  | Hryhorij Missjutin | 9,837  |
| 3     | GER  | Andreas Wecker     | 9,837  |
| 4     | CHN  | Guo Linyao         | 9,812  |
| 5     | JPN  | Daisuke Nishikawa  | 9,787  |
| 5     | EUN  | Waleri Belenki     | 9,787  |
| 5     | JPN  | Yoshiaki Hatakeda  | 9,787  |
| 8     | CHN  | Li Jing            | 6,425  |

Finale am 2. August

#### Ringe
| Platz | Land | Athlet               | Punkte |
| ----- | ---- | -------------------- | ------ |
| 1     | EUN  | Wital Schtscherba    | 9,937  |
| 2     | CHN  | Li Jing              | 9,875  |
| 3     | GER  | Andreas Wecker       | 9,862  |
| 3     | CHN  | Li Xiaoshuang        | 9,862  |
| 5     | EUN  | Waleri Belenki       | 9,825  |
| 6     | HUN  | Szilveszter Csollány | 9,800  |
| 7     | JPN  | Yukio Iketani        | 9,762  |
| 8     | BUL  | Kalofer Christosow   | 9,750  |

Finale am 2. August

#### Seitpferd
| Platz | Land | Athlet            | Punkte |
| ----- | ---- | ----------------- | ------ |
| 1     | EUN  | Wital Schtscherba | 9,925  |
| 1     | PRK  | Pae Gil-su        | 9,925  |
| 3     | GER  | Andreas Wecker    | 9,900  |
| 4     | CHN  | Guo Linyao        | 9,875  |
| 5     | USA  | Chris Waller      | 9,825  |
| 6     | JPN  | Yoshiaki Hatakeda | 9,775  |
| 7     | CHN  | Li Jing           | 9,250  |
| 7     | EUN  | Waleri Belenki    | 9,250  |

Finale am 2. August

### Frauen

#### Einzelmehrkampf
| Platz | Land | Athletin             | Punkte |
| ----- | ---- | -------------------- | ------ |
| 1     | EUN  | Tetjana Huzu         | 39,737 |
| 2     | USA  | Shannon Miller       | 39,725 |
| 3     | ROU  | Lavinia Miloșovici   | 39,687 |
| 4     | ROU  | Cristina Bontaș      | 39,674 |
| 5     | EUN  | Swjatlana Bahinskaja | 39,673 |
| 6     | ROU  | Gina Gogean          | 39,624 |
| 7     | EUN  | Tetjana Lyssenko     | 39,537 |
| 8     | HUN  | Henrietta Ónodi      | 39,449 |

Finale am 30. Juli

#### Mannschaftsmehrkampf
| Platz | Land | Athletinnen                                                                                             | Punkte  |
| ----- | ---- | --- | ------- |
| 1     | EUN  | Swjatlana Bahinskaja Oksana Chusovitina Rosalija Galijewa Jelena Grudnewa Tetjana Huzu Tetjana Lyssenko | 395,666 |
| 2     | ROU  | Cristina Bontaș Gina Gogean Vanda Hădărean Lavinia Miloșovici Maria Neculiță Mirela Pașca               | 395,079 |
| 3     | USA  | Wendy Bruce Dominique Dawes Shannon Miller Betty Okino Kerri Strug Kim Zmeskal                          | 394,704 |
| 4     | CHN  | Yang Bo Lu Li Li Yifang Li Li He Xuemei Zhang Xia                                                       | 392,941 |
| 5     | ESP  | Cristina Fraguas Sonia Fraguas Alicia Fernández Eva Rueda Ruth Rollán Silvia Martínez                   | 391,428 |
| 6     | HUN  | Henrietta Ónodi Andrea Molnár Bernadett Balázs Kinga Horváth Ildikó Balog Krisztina Molnár              | 388,602 |
| 7     | AUS  | Lisa Read Monique Allen Kylie Shadbolt Jane Warrilow Julie-Anne Monico Brooke Gysen                     | 387,502 |
| 8     | FRA  | Marie-Angéline Colson Virginie Machado Chloé Maigre Karine Boucher Karine Charlier Jenny Rolland        | 387,052 |

28. Juli

#### Boden
| Platz | Land | Athletin           | Punkte |
| ----- | ---- | ------------------ | ------ |
| 1     | ROU  | Lavinia Miloșovici | 10,000 |
| 2     | HUN  | Henrietta Ónodi    | 9,950  |
| 3     | ROU  | Cristina Bontaș    | 9,912  |
| 3     | EUN  | Tetjana Huzu       | 9,912  |
| 3     | USA  | Shannon Miller     | 9,912  |
| 6     | USA  | Kim Zmeskal        | 9,900  |
| 7     | EUN  | Oksana Chusovitina | 9,812  |
| 8     | BUL  | Silwija Mitowa     | 9,400  |

Finale am 1. August

#### Pferdsprung
| Platz | Land | Athletin             | Punkte |
| ----- | ---- | -------------------- | ------ |
| 1     | HUN  | Henrietta Ónodi      | 9,925  |
| 1     | ROU  | Lavinia Miloșovici   | 9,925  |
| 3     | EUN  | Tetjana Lyssenko     | 9,912  |
| 4     | EUN  | Swjatlana Bahinskaja | 9,899  |
| 5     | ROU  | Gina Gogean          | 9,893  |
| 6     | USA  | Shannon Miller       | 9,837  |
| 7     | ESP  | Eva Rueda            | 9,787  |
| 8     | USA  | Kim Zmeskal          | 9,593  |

Finale am 1. August

#### Schwebebalken
| Platz | Land | Athletin             | Punkte |
| ----- | ---- | -------------------- | ------ |
| 1     | EUN  | Tetjana Lyssenko     | 9,975  |
| 2     | CHN  | Lu Li                | 9,912  |
| 2     | USA  | Shannon Miller       | 9,912  |
| 4     | ROU  | Cristina Bontaș      | 9,875  |
| 5     | EUN  | Swjatlana Bahinskaja | 9,862  |
| 6     | USA  | Betty Okino          | 9,837  |
| 7     | CHN  | Yang Bo              | 9,300  |
| 8     | ROU  | Lavinia Miloșovici   | 9,262  |

Finale am 1. August

#### Stufenbarren
| Platz | Land | Athletin           | Punkte |
| ----- | ---- | ------------------ | ------ |
| 1     | CHN  | Lu Li              | 10,000 |
| 2     | EUN  | Tetjana Huzu       | 9,975  |
| 3     | USA  | Shannon Miller     | 9,962  |
| 4     | ROU  | Lavinia Miloșovici | 9,912  |
| 4     | PRK  | Kim Gwang-suk      | 9,912  |
| 4     | ROU  | Mirela Paşca       | 9,912  |
| 7     | ESP  | Cristina Fraguas   | 9,900  |
| 8     | CHN  | Li Li              | 9,887  |

Finale am 1. August